# Nyliberalen
Nyliberalen är en oberoende debattidskrift som utges med fyra nummer per år i samarbete med det nyliberala nätverket Frihetsfronten. Nyliberalen grundades 9 maj 1982 på ett möte avhållet på hotell Anglais i Stockholm där ett flertal av den tidens nyliberala aktivister deltog. Det dröjde dock till 1983 innan det första numret av tidningen kom ut. Det första numret tillverkades av Henrik Bejke, idag redaktionssekreterare och ansvarig utgivare. Chefredaktör är Hans Engnell. Bland tidigare redaktörer märks Anders Varveus tidigare ordförande för Moderata Ungdomsförbundet i Uppsala (1982–1992), tidigare Timbroanställde Johan Norberg, författare till Till världskapitalismens försvar (1993–97), John-Henri Holmberg (1997–1999) och Erik Lakomaa, strateg för Nej-till-EMU-kampanjen 2003 och tidigare ledarskribent i Svenska Dagbladet (1999–2004) samt Kristian Tiger (2004–2007).
Tidningen är knuten till tankesmedjan Frihetsfronten.

## Filosofiska förebilder
I tidskriften anges Ayn Rand, Ludwig von Mises, Friedrich Hayek och Milton Friedman som nyliberalismens främsta företrädare i modern tid. 
Som äldre favoriter anges John Locke, Adam Smith, Richard Cobden, John Bright, Thomas Jefferson, Patrick Henry, Herbert Spencer och Frédéric Bastiat.

## Tidskriftens innehåll
Typiska artiklar i Nyliberalen behandlar liberal politisk filosofi, argument för och emot krig, fri invandring, vapenlagstiftning, prostitution, skatteflykt, narkotikapolitik med mera. Statens roll är en fråga som engagerar skribenterna och särskilt begreppet nattväktarstat har ofta diskuterats.
Artiklarnas karaktär är skiftande. Filosofiska betraktelser och recensioner av relaterade verk blandas med raljerande och kåserande material. I början av 90-talet hade tidskriften ett flertal artiklar om praktisk civil olydnad, som exempelvis artiklar om hembränning och även annonser för hembränningsapparater och förmedling av svartjobb. Tidskriften har dock sedan dess förändrat inriktning och behandlar idag företrädesvis mer teoretiska aspekter på politik och filosofi.